# シモナ・アマナール
シモナ・アマナール（Simona Amânar, 1979年10月7日 - ）は、ルーマニアのコンスタンツァ（Constanţa）出身の女子体操選手。

## 人物
特に跳馬で無類の強さを見せたが、その他の競技においても安定した強さを持っていた。ルーマニアの女子体操選手としてはナディア・コマネチの9個に次ぐ、7個のオリンピックメダルを獲得している。
アマナールは1990年代後半から2000年までルーマニアナショナルチームのキャプテンを務めた。2001年に世界のトップの実力を維持したまま引退、2002年に結婚した。引退時、身長158cm、体重44kg。
また、アマナールは国際大会で「ユルチェンコ2回半ひねり」を成功させた最初の女子選手でこの技は「アマナール」とも呼ばれており、2000年のシドニーオリンピックで発表した。
また同オリンピックで個人総合の金メダルも獲得しているが、これはアマナールのチームメイトのアンドレーア・ラドゥカンのドーピング疑惑による資格剥奪にともなう繰り上げ金であり、アマナール自身は金メダルはラドゥカンのものであるとし、ルーマニア帰国後にラドゥカンに返還した。2007年に国際体操殿堂入りしている。